# وينثروب غراهام
وينثروب غراهام (بالإنجليزية: Winthrop Graham) هو منافس ألعاب قوى جامايكي، ولد في 17 نوفمبر 1965 في أبرشية ويستمورلاند ‏ في جامايكا.

## وصلات خارجية
- وينثروب غراهام على موقع الاتحاد الدولي لألعاب القوى (الإنجليزية)
- وينثروب غراهام على موقع أوليمبيديا (الإنجليزية)